# Villa Sehmer

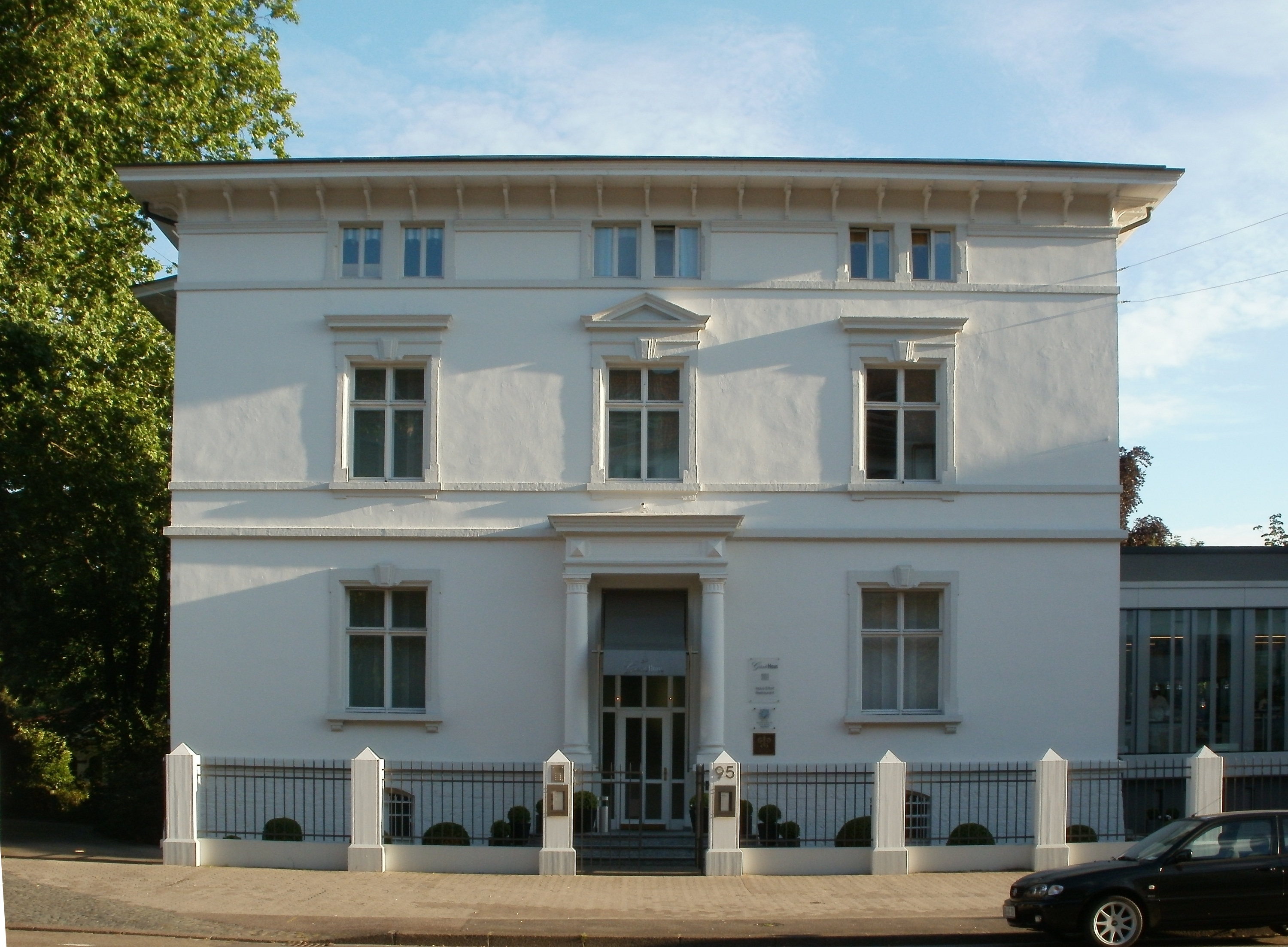
Straßenseite der Villa Sehmer

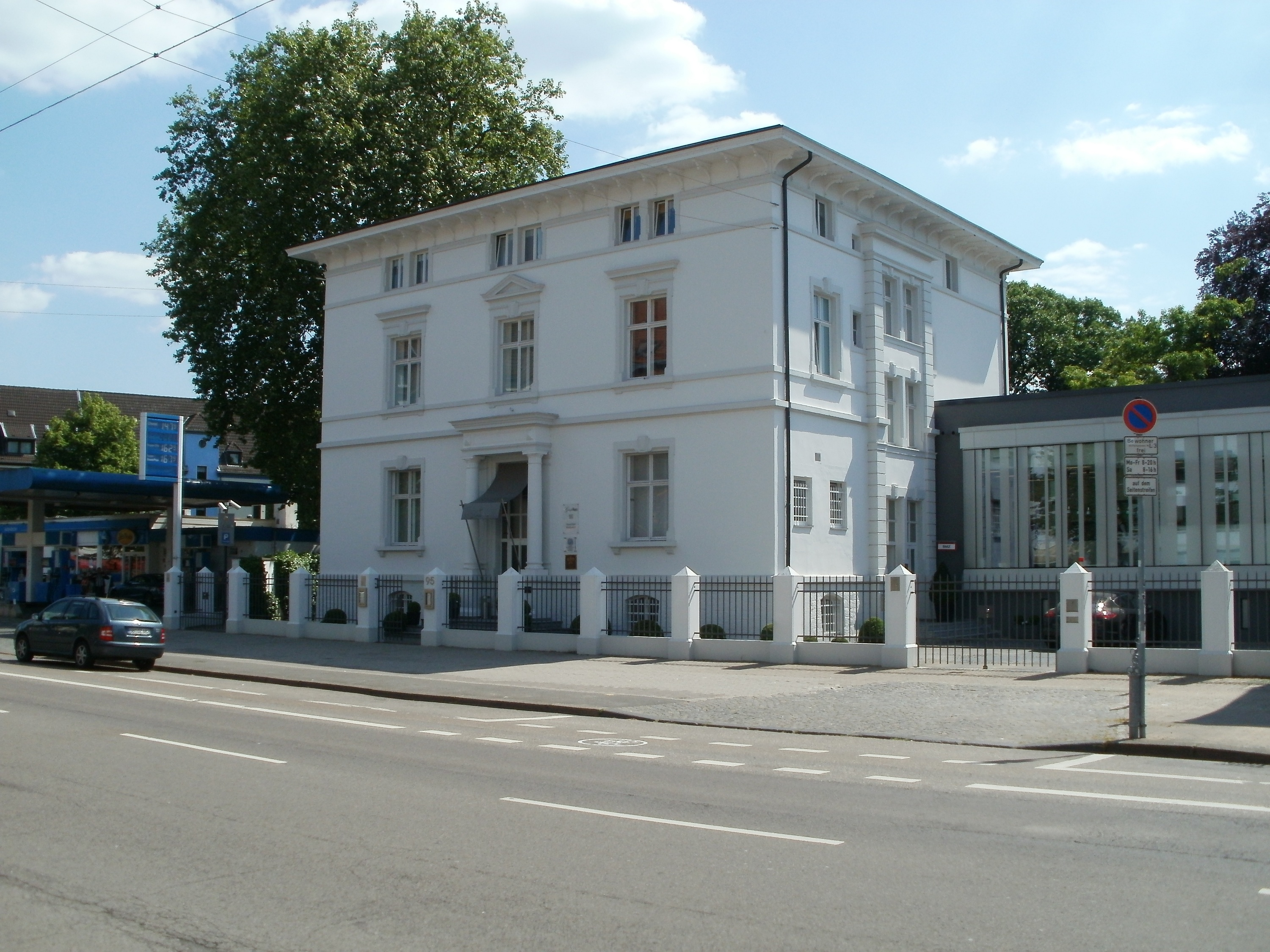
West- und Nordfassade

Die Villa Sehmer ist ein ehemaliges großbürgerliches Wohnhaus in Saarbrücken-St. Johann, Mainzer Straße 95. Sie wurde 1880–1882 erbaut, mehrfach verändert und steht unter Denkmalschutz.

## Geschichte
Bauherr der Villa war der Kaufmann und Unternehmer Theodor Sehmer (1847–1907), Mitbegründer der Maschinenfabrik Ehrhardt & Sehmer und der Saarbrücker Gussstahlwerke. Es wird vermutet, dass die Baupläne vom Saarbrücker Architekten Gustav Schmoll stammen.:164 1889 entstand als Ergänzung eine Remise nach Plänen von Schmoll. 1893/1894 erhielt der Architekt Karl Brugger den Auftrag für einen Gartenpavillon. Im Juli 1913 musste der Eingangsbereich verändert werden, weil die Mainzer Straße stark ausgebaut wurde. Zwei Jahre später wurden das Gartenhaus und das Gewächshaus teilweise abgerissen. Im Jahr 1919 wurde die Villa für 250.000 Mark an den Direktor der französischen Bergwerksverwaltung verkauft. 1920 wurde die als Dienstwohnung genutzte Villa umgebaut. 1935 wurde der in einer Holzkonstruktion ausgeführte Wintergarten durch einen Massivbau ersetzt. 1949 erhielt das Haus einen Weinkeller.
Nach dem Saarvertrag (vom 27. Oktober 1956) wurde das Saarland zum 1. Januar 1957 das zehnte Bundesland der Bundesrepublik Deutschland. 1957 kam die Villa ins Eigentum der Saarbergwerke AG, die es als Gästehaus nutzte und es 1973 erneut umbaute.:165 Seit einigen Jahren gehört das Gebäude dem Energie-Unternehmen Enovos.
2001 wurde das Haus neu gestaltet. Das Hochparterre beheimatet seit 2002 Klaus Erforts Restaurant Gästehaus Erfort, das seit 2008 mit der Höchstbewertung von drei Sternen vom Guide Michelin zu den neun besten Restaurants Deutschlands gezählt wird (Stand 2020). Im ersten Obergeschoss befinden sich Seminar- und Konferenzräume.

## Architektur

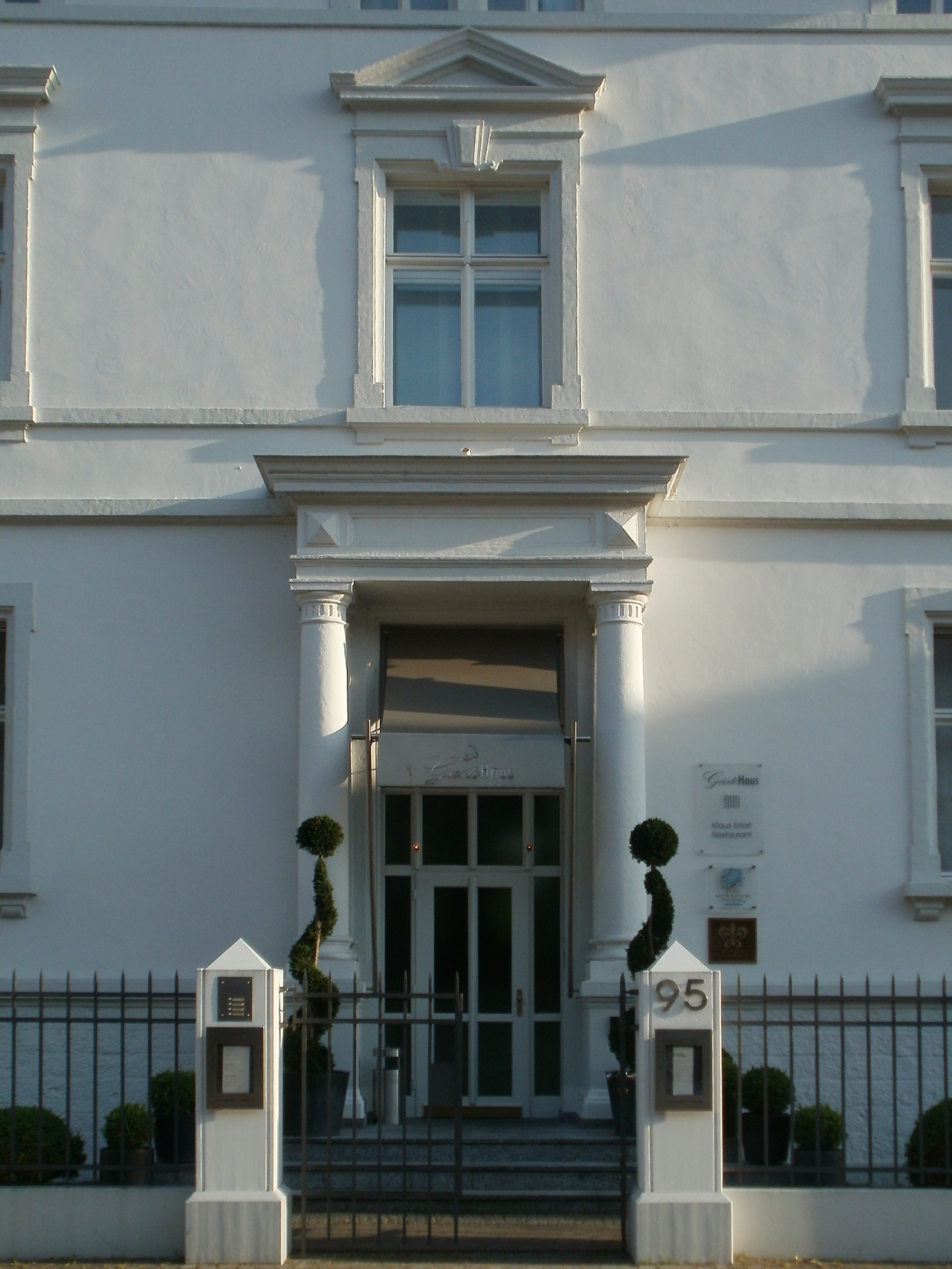
Eingangsportal

Die dreigeschossige Villa im spätklassizistischen Stil hat einen annähernd quadratischen Grundriss. An den Kernbau mit flach geneigtem Walmdach sind nach Osten ein Anbau und nach Süden zum Garten ein Söller angefügt. Zudem ist der West- und Ostseite je ein schmaler Risalit vorgelagert.
Das mit Rustika verzierte Sockelgeschoss mit Segmentbogenfenstern wird von einem umlaufenden Geschossgesims begrenzt. Darüber erhebt sich das als Hochparterre ausgelegte Erdgeschoss. Dieses wird ebenfalls von einem um die Villa herum geführten Gesims abgeschlossen. Es schließen sich im ersten Obergeschoss die Beletage sowie ein Mezzanin an. Das Gebäude wird durch ein weit vorkragendes Konsolkranzgesims abgeschlossen.
Die dreiachsige Straßenseite ist axialsymmetrisch. In der Mittelachse wird die Eingangstür von auf Postamenten stehenden Säulen toskanischer Ordnung gerahmt. Darüber folgt ein Architrav mit zwei Diamantquadern. Das abschließende Gesims nimmt das Geschossgesims auf, ist aber im Gegensatz zu diesem deutlich profiliert. Das darüber liegende Fenster im ersten Obergeschoss besitzt einen Dreiecksgiebel als Verdachung.
Die beiden äußeren Achsen des ersten Obergeschosses bestehen aus je einem hochrechteckigen Fenster, die in Sandstein gerahmt sind und einen ovalen Schlussstein aufweisen. Die Fenster des ersten Obergeschosses werden nach unten durch eine von zwei Konsolen getragene Sohlbank abgeschlossen. Die drei Fensterachsen des ersten Obergeschosses werden durch ihren oberen Abschluss und das um das Gebäude herum geführte Sohlbankgesims betont. Die beiden äußeren Fenster besitzen eine waagerechte Verdachung. Das Mezzaningeschoss wird an der Nordseite durch sechs Fenster gegliedert, wobei je zwei zweiteilige Fenster durch ihre Sandsteinrahmung zu einem Zwillingsfenster zusammengefasst wurden.
Die Südseite der Villa ist zweigeteilt. Sie setzt sich aus einem vierachsigen Teil im Westen mit einem vorgelagerten Söller und einem östlichen Teil mit davor liegender Veranda zusammen.
Die ursprüngliche Zimmeraufteilung wurde mehrfach verändert. Betrat man das Innere der Villa durch den Haupteingang, gelangte man über eine gerade Treppe in den Flur, von dem bis heute ein großes Treppenhaus abgeht. Zur Straßenseite lagen ein Bügelzimmer und ein Büro sowie ein großer und ein kleiner Salon und der Speisesaal. Im Obergeschoss hatte man von einem zentralen Flur Zugang in ein Badezimmer, einen kleinen Vorraum sowie ein Ankleidezimmer und ein Schlafzimmer. Auf der Etage befanden sich außerdem ein weiteres Schlafzimmer mit Balkon zur Gartenseite sowie zwei weiteren Schlafzimmern mit Kammer. Im Mezzaningeschoss liegt ein T-förmiger Flur, der mehrere Zimmer erschließt. Im Keller waren Küche, Anrichte, eine kleinere Kammer und ein kleiner Kellerraum sowie drei größere untergebracht. Zur Straßenseite schloss ein Heizungskeller an.:167f